# هوارد شولتز
هوارد دي شولتز (من مواليد 19 يوليو 1953) هو رجل أعمال ومؤلف أمريكي، شغل منصب رئيس مجلس الإدارة والرئيس التنفيذي لشركة ستاربكس من عام 1986 إلى عام 2000، ومن عام 2008 إلى عام 2017، ومنصب الرئيس التنفيذي المؤقت من عام 2022 إلى عام 2023. امتلك شولتز فريق سياتل سوبر سونيكس لكرة السلة من 2001 إلى 2006.
بدأ شولتز العمل في ستاربكس عام 1982. ثم غادر لاحقًا وافتتح Il Giornale، وهو مقهى متخصص اندمج مع ستاربكس في أواخر الثمانينيات. في عهد شولتز، أنشأت الشركة شبكة كبيرة من المتاجر التي أثرت على ثقافة القهوة في سياتل، الولايات المتحدة، وعلى المستوى الدولي. وبعد صفقات توزيع واسعة النطاق، أصبحت ستاربكس أكبر سلسلة مقاهي في العالم. طرح شولتز الشركة للاكتتاب العام في عام 1992 واستخدم تقييمًا بقيمة 271 مليون دولار لمضاعفة عدد متاجره خلال فترة حروب القهوة التي حظيت بتغطية إعلامية كبيرة. استقال من منصبه كرئيس تنفيذي في عام 2000، وخلفه أورين سميث [الإنجليزية] . ونظرًا للتوسع السريع لستاربكس تحت قيادة شولتز، فقد وُصف بأنه "راي كروك جيله".
خلال الأزمة المالية عام 2008، عاد شولتز كرئيس تنفيذي خلفًا لجيم دونالد، وقاد عملية إعادة هيكلة كبيرة تضمنت إقالة المديرين التنفيذيين والموظفين وإغلاق مئات المتاجر. كما نسق عمليات استحواذ متعددة على شركات المشروبات الأمريكية والصينية، وقدم برنامج الولاء الوطني، وفرض معايير التجارة العادلة. وقد كان لتوسعه الكبير في الأسواق الصينية الفضل في التوفيق بين ثقافة الشاي في البلاد واستهلاك القهوة في الصين. خلف شولتز كيفن جونسون كرئيس تنفيذي في أبريل 2017 ومايرون أولمان كرئيس لمجلس الإدارة في يونيو 2018.
ألف شولتز أربعة كتب عن الأعمال وهو معروف بآرائه النيوليبرالية الصريحة. فكر شولتز علنًا في الترشح للانتخابات الرئاسية الأمريكية أعوام 2012 و2016 و2020 كمرشح مستقل لكنه قرر في النهاية عدم المشاركة في الانتخابات الثلاثة. مواقفه في السياسة الداخلية هي ليبرالية اجتماعيا ومعتدلة ماليا. في حين تتوافق مواقفه في السياسة الخارجية مع مواقف "الصقور الليبرالي" الذي يدافع عن الشؤون الدولية التي تقودها الولايات المتحدة والليبرالية الجديدة. وضعته مجلة فوربس في أكتوبر 2020 في المرتبة 209 على قائمة أغنى الأشخاص في الولايات المتحدة، بثروة صافية قدرها 4.3 مليار دولار. أسس شولتز مؤسسة عائلة شولتز لدعم المحاربين القدامى ومكافحة البطالة بين الشباب.
في 16 مارس 2022، أعلنت ستاربكس أن الرئيس التنفيذي كيفن جونسون سيتقاعد وأن هوارد شولتز سيعمل كرئيس تنفيذي مؤقت حتى يتولى لاكسمان ناراسيمهان المنصب في أبريل 2023. في 20 مارس 2023، أعلن شولتز أنه سيتنحى عن المنصب مبكرًا.

## عمله
بعد تخرجه عمل كبائع لدى زيروكس.
انتقل في 1979 وعمل كمسؤول عن قسم المبيعات في الولايات المتحدة الأمريكية لدى شركة سويدية يهودية، هامربلاست [الإنجليزية] لتقطير القهوة. في عام 1981 قام شولتز بزيارة لأحد عملاء شركة هامربلاست وكان محل ناشيء لصنع القهوة يدعى قهوة ستاربكس في سياتل. اعجب شولتز بالمشروع وبعد سنة انضم للعمل مع ستاربكس كمدير المبيعات، وحاول شولتز التوسع بإنشاء سلسلة فروع لكن حصلت بعدها خلافات بينه وبين مالكي محل القهوة فتركه في عام 1985 وبدأ محله الخاص واسماه «جورنال» برأسمال 400 الف دولار أمريكي. بعد سنتين تمكن من شراء ستاربكس ب 3.8 مليون دولار أمريكي وحول اسم جورنال إلى ستاربكس وأنشأ شركة وأصبح الرئيس التنفيذي لها. حاليا يقدر رأسمال الشركة: 6 مليار و352 مليون دولار لها أفرع في العديد من دول العالم قدرت بنحو 13425 مقهى، نصفها في أمريكا.

## آراؤه السياسية

### دعمه لإسرائيل

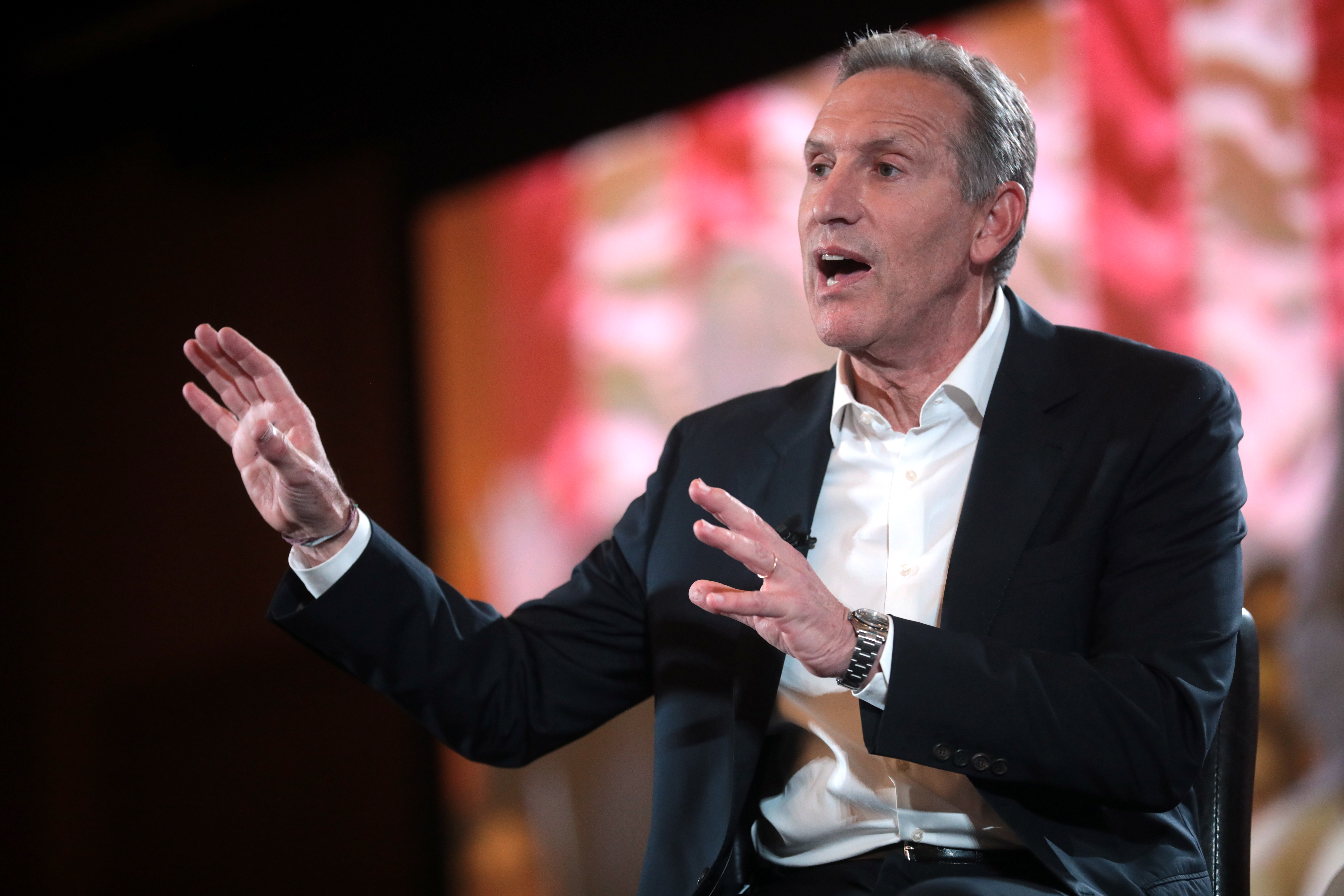
شولتز يتحدث في جامعة ولاية أريزونا في عام 2019

أصدرت ستاربكس في 9 أغسطس 2014، تقرير تنفي فيه دعمها أو دعم رئيسها شولتز لإسرائيل. ربطت عدد من التقارير الصحفية هذا الإعلان بتأثير المقاطعة على منتجاتها.

### زواج المثليين
في عام 2013، دعمت ستاربكس علنًا زواج المثليين قبل عامين من الاعتراف به فدراليًا في الولايات المتحدة. وفي مواجهة رد فعل عنيف من الجماعات المحافظة والدينية، قال شولتز في اجتماع للمساهمين إن معارضي زواج المثليين عليهم بيع أسهمهم في ستاربكس وشراء أسهم في شركات أخرى. حظي رده الصريح باهتمام كبير، حيث أشارت صحيفة واشنطن بوست إلى أن شولتز فعل شيئًا نادرًا ما يفعله الرؤساء التنفيذيون: لقد أخبر أحد المساهمين". سلطت مجلة فورتشن الضوء على جرأة شولتز، قائلة إنه تناول موضوع زواج المثليين قبل أن يكون موضوعًا يتطرق إليه معظم المديرين التنفيذيين.

## السياسة الخارجية

### إسرائيل
شارك شولتز في محادثة جماعية مستمرة من أكتوبر 2023 حتى أوائل مايو 2024 مع بعض أقوى قادة الأعمال في الولايات المتحدة، وكانت أهدافهم المعلنة هي تشكيل الخطاب الداعم لإسرائيل والمساعدة في تشكيل الرأي العام الأمريكي بعد هجوم حماس على إسرائيل في 7 أكتوبر.
وكان من بين أعضاء المجموعة المؤسس والرئيس التنفيذي لشركة Dell مايكل ديل، ومؤسس شركة Kind للوجبات الخفيفة دانييل لوبيتسكي، ومديري صناديق التحوط دانييل لوب وبيل أكمان، والملياردير لين بلافاتنيك، والمستثمر العقاري جوزيف سيت، وجوشوا كوشنر مؤسس Thrive Capital وشقيق جاريد كوشنر صهر الرئيس السابق دونالد ترامب. بالإضافة إلى ذلك، ضمت المجموعة مواطنين غير أمريكيين مثل الملياردير القبرصي الإسرائيلي المستثمر العقاري ياكير غاباي [الإنجليزية].
ناقش أعضاء الدردشة الجماعية، بما في ذلك شولتز، كيف تلقوا إحاطات خاصة من أعضاء الحكومة الإسرائيلية، وعملوا بشكل وثيق معهم، بما في ذلك رئيس الوزراء الإسرائيلي السابق نفتالي بينيت؛ وعضو مجلس الوزراء الحربي الإسرائيلي بيني غانتس، وسفير إسرائيل لدى الولايات المتحدة مايكل هرتزوغ [الإنجليزية]. وفي أبريل 2024 أجرى أعضاء المجموعة أيضًا مكالمة فيديو مع عمدة مدينة نيويورك إريك آدامز في محاولة وفقًا لتقارير صحيفة واشنطن بوست للضغط على رئيس جامعة كولومبيا وأمنائها للسماح لرئيس البلدية بإرسال الشرطة إلى الحرم الجامعي لإغلاقه ولقمع الإحتجاجات ضد العمليات العسكرية الإسرائيلية في غزة والتي زعم العديد من المتظاهرين في الحرم الجامعي والمنظمات الحكومية الدولية وغير الحكومية وموظفي الخدمة المدنية والحكومات في جميع أنحاء العالم أنها إبادة جماعية. خلال مكالمة الفيديو، ناقش أعضاء المجموعة تقديم تبرعات سياسية لآدامز. من غير المعروف ما إذا كان شولتز حاضراً في مكالمة الفيديو. وفي حين أكد شولتز عضويته في المجموعة وحضوره في جلسات إحاطة خاصة للمسؤولين الإسرائيليين، قال متحدث باسم المجموعة إنه "لم يشارك أو يساهم ماليا في أي من أعمال المجموعة".

## حياته الشخصية
في عام 1982، تزوج شولتز من شيري كيرش، لديهم طفلان: إلياثو جوردن (ولد في 1986) وأديسون (ولد في 1990)، يعمل جوردن ككاتب رياضي لصحيفة هافينغتون بوست وتزوج في عام 2011 وتم عقده بواسطة حاخام.

## اقرأ أيضاً
- ستاربكس
- مارك بينكوس
- ستيف كيس

## روابط خارجية
- هوارد شولتز على موقع الموسوعة البريطانية (الإنجليزية)
- هوارد شولتز على موقع مونزينجر (الألمانية)
- هوارد شولتز على موقع إن إن دي بي (الإنجليزية)